# 原徳安
原 徳安（はら のりやす　1931年 - ）は、日本の自治官僚。長野県出身。

## 略歴
1950年（昭和25年）長野県松本県ヶ丘高等学校を卒業、1954年（昭和29年）東京大学法学部を卒業。同年、自治省（現総務省）入省。以降、自治省から消防庁消防課長、香川県企画部長を経て、大阪府総務部長を務めた。

## 人物
原の名前は、第65回通常国会「決算委員会」の中で二宮文造議員の都道府県主要ポストが中央省庁出身者で占められているという指摘の中で登場する。
一例として、香川県の主要ポストが自治省出身派閥で占められ、権力関係が出来上がっているというものであり、原は当時自治省から香川県に出向し企画部長の職にあった。
消防庁消防課長時代には、第75回通常国会「災害対策特別委員会」での兒玉末男議員の質疑に対し説明員として答弁している。
消防車のような公共性の非常に高い特殊車両に対しても、自動車重量税が一律掛けられている事に対して減免を求めたものである。
原は、消防車両にかかる税の現状を説明の後「現在の重量税の体系が緊急のものあるいは公共性の非常に高いものにつきましても一律に課税をするというたてまえになっておりますので、
そういう面で例外的な取り扱いが非常に困難だと考えておるわけでございますけれども、今後の研究課題といたしまして十分検討してまいりたいと考えております。」と答弁している。
原が大阪府総務部長の職にあった1978年（昭和53年）当時、大阪府は赤字地方自治体の一つであった。第84回通常国会「地方行政委員会」では、山本悌二議員が「大阪府職員互助会」に福利厚生費の名目で年間七千万円に余る補助金を拠出していることを問題とし、答弁を求めている。
因みに大阪府の赤字は、橋下徹氏が大阪府知事就任後の2009年度一般会計当初予算案で11年ぶりに一時的に黒字に転じている
。